# Éric Seydoux
Pour les autres membres de la famille, voir Famille Seydoux.
Éric Seydoux (né Éric Seydoux Fornier de Clausonne le 23 juin 1946 à Boulogne-Billancourt et mort le 13 juillet 2013 à Blonville-sur-Mer) est un éditeur sérigraphe français.

## Biographie
Imprimeur en sérigraphie et éditeur, Éric Seydoux a, en quarante années d'activité, travaillé avec plusieurs générations d'artistes français et internationaux. Il a édité plus de 160 sérigraphies (éditions limitées, variations ou pièces uniques) ainsi qu'une vingtaine de portfolios et de livres d'artistes.
En janvier 2008, il est promu officier dans l'ordre des Arts et des Lettres, et quelques mois plus tard maître d'art. La même année, la galerie Artcurial lui consacre une exposition : La sérigraphie, médium de création.
Sa formation artistique débute dans le New York effervescent des années 1960 ; son père, diplomate, y est alors en poste. Après son baccalauréat au lycée français en 1964, il s'inscrit à l'Art Students League où il étudie le dessin, la peinture, la lithographie et la gravure. Il mène en parallèle un travail dans l'atelier de l'artiste new-yorkais Dan Stacy qui l'initie à la gravure sur bois.
De retour à Paris en 1966, Éric Seydoux entre comme apprenti dans l'atelier de sérigraphie Paris Arts qui travaille pour des artistes tels que Rancillac, Klasen, Corneille ou Zeimert. La Pace Gallery de New York y passe commande pour des tirages de Dubuffet. C'est là qu'il fait la connaissance de Jack Pesant, son futur associé, et de Guy de Rougemont qui, en mai 68, fait appel à lui pour monter un atelier de sérigraphie à l'École des Beaux-Arts : l'Atelier populaire. « On bossait tout le temps », « C'étaient des moments très rigolos » se souvenait Éric Seydoux. S'ensuivent six années d'activité sérigraphique dans l'atelier de Rougemont et, en 1974, Eric Seydoux et Jack Pesant déclarent officiellement leur activité de sérigraphistes. Leur structure s'appelle L'Atelier. Ils s'installent dans une petite rue du 14e arrondissement. Les artistes les suivent, ils impriment pour Cueco, Rabinowitz, Fleury, Fromanger, Buraglio, Casadesus, … La galerie Lahumière leur passe régulièrement commande pour des tirages de Vasarely, Herbin ou Soisson.
Au début des années 80, L'Atelier déménage rue de l'Abbé Carton, toujours dans le 14e, et Jack Pesant quitte Paris. 1982, Éric Seydoux devient également éditeur. Le portfolio Chic ou Voyou de Benito, Spider Hope de l'artiste américain Bob Zoell et Femme de dos, de face de Lydie Arickx comptent parmi ses premières éditions. Gilbert Shelton, Crumb, Willem, Kiki Picasso, Caro, Muzo ou encore Pascal Doury passent sous les presses de L'Atelier. Éric Seydoux participe au Festival de la bande dessinée d'Angoulême où il présente sérigraphies et portfolios dans la veine fanzine. Paquito Bolino, du Dernier cri à Marseille, travaille un temps à L'Atelier. Puis vient le temps des illustrateurs à la ligne plus claire, Loustal, Floch', François Avril, Yves Chaland, Lionel Koechlin, Dupuy et Berberian et des coéditions, livres, portfolios et estampes, avec la galerie Médicis.
À la fin des années 80, les choix d'éditeur d'Éric Seydoux se tournent plus résolument vers l'art contemporain. En 1990 et 1991 sortent de L'Atelier des éditions de Jef Gravis, Frédérique Lucien, Shirley Jaffe et Pierre Buraglio, artistes avec lesquels il réalisera sur vingt ans de nombreux projets ; sa première collaboration avec Claude Viallat date de 1994.
La diffusion fait partie du métier d'éditeur, Éric Seydoux est de l'aventure des premiers SAGA (Salon des Arts Graphiques Actuels). Au milieu des années 90, Art Basel crée un secteur édition. Il y participera deux années de suite. On le verra aussi à la Fiac et, plus tard, à Art Paris et à Artist Book. En 1994, il est membre fondateur de l'association Les Ateliers qui réunit, et c’est une première, des ateliers imprimeurs de toutes les techniques.
Au fil des années, Eric Seydoux dispose d'un matériel de plus en plus performant (nouvelle machine, écrans aux trames aléatoires) qui lui permet de répondre aux projets des artistes avec des solutions innovantes et encore plus de finesse. Il peut imiter le grain du fusain, produire des tons aquarellés ou encore obtenir un très bon rendu dans l'impression des photos. De nombreuses galeries et éditeurs lui passent commande : Bernard Jordan, avec qui notamment il coédite en 2009 un ensemble de cinq sérigraphies sur zinc de Vincent Barré, Yvon Lambert pour sa série de livres d'artistes Une rêverie émanée de mes loisirs ou encore Martine Gossiaux pour qui il imprime des Sempé. Il est sollicité pour des projets très pointus : citons en 2004 les livres Souffle à la surface (passages de la bible illustrés par 12 artistes contemporains) et Cahier d'un retour au pays natal d'Aimé Césaire, illustré par Daniel Buren. En 2006, il réalise pour Monique Frydman au Musée Matisse tout un ensemble de pièces uniques, dont certaines monumentales. En 2011, il imprime entièrement un ouvrage de bibliophilie de l’artiste italien Giuseppe Penone. Il a également travaillé pour la collection Novotel d'art contemporain et a participé à deux commandes publiques d'art imprimé.
À partir de 2005, il aménage son atelier pour exposer son travail d’éditeur, de plus en plus tourné vers la réalisation de pièces uniques où la sérigraphie intervient comme médium de création. Chaque exposition (Frédérique Lucien, Soizic Stokvis, Aliska Lahusen, Dominique Liquois…) donne lieu à des projets spécifiques.
Enseignant à l'École des Arts Décoratifs de 1971 à 1979 et à l'École Estienne de 1996 à 1999, Éric Seydoux a également formé dans son atelier un grand nombre d’apprentis et de stagiaires.
Ami des artistes, ouvert aux expériences et sensible[Interprétation personnelle ?], il a, sans pouvoir les citer tous, travaillé avec César Domela, Zao Wou-Ki, Gérard Garouste, Nan Goldin, Jacques Monory, François Morellet, Yayoi Kusama, Joel Ducorroy, Sophie Calle, Beatrice Caracciolo… et édité tout au long de sa carrière le travail d'une cinquantaine d'artistes dont Pierrette Bloch, François Bouillon, Pierre Buraglio, Pol Bury, Béatrice Casadesus, Philippe Compagnon, Paul Cox, Christophe Cuzin, Jef Gravis, Shirley Jaffe, Imi Knoebel, Dominique Liquois, Frédérique Lucien, Al Martin, Bernard Moninot, Peter Soriano, Claude Viallat.